# Peromyscus mayensis
Peromyscus mayensis là một loài động vật có vú trong họ Cricetidae, bộ Gặm nhấm. Loài này được Carleton & Huckaby mô tả năm 1975.